# Cernos

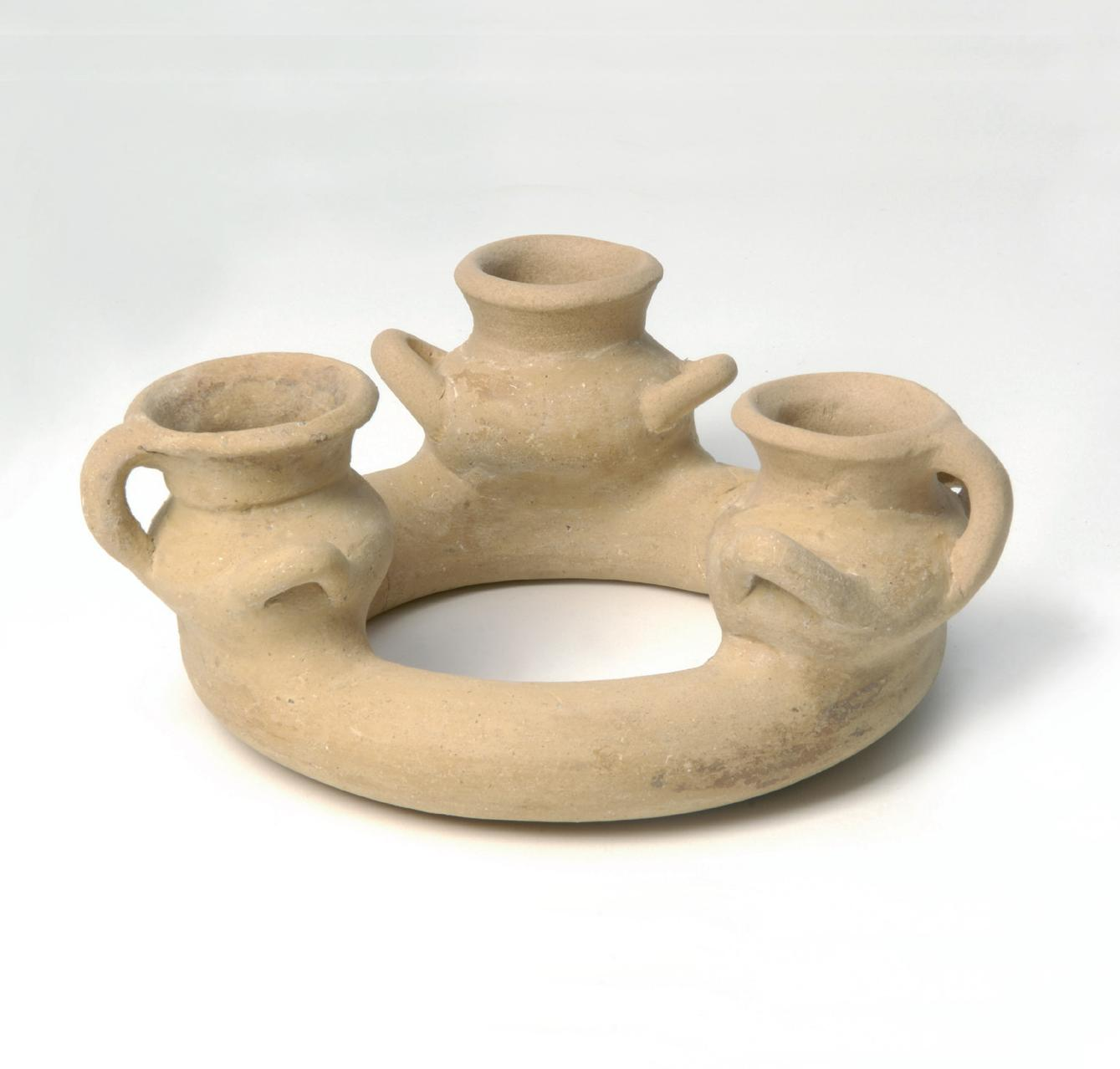
Cernos trobat a les excavacions realitzades l'any 2008 al barri portuari de la ciutat grega d'Empórion.

El cernos era un vas ritual d'ofrenes que s'utilitzava durant l'època grega i ibèrica per fer libacions amb líquids com ara vi, aigua, oli, llet o mel, en funció de la disponibilitat i de la divinitat a qui s'adreçava el ritual. Els cernos sovint són formats per una base de ceràmica de forma anular, amb l'interior buit, a la qual s'afegeixen diversos vasets, destinats a rebre les ofrenes, que es comuniquen amb la base a través d'un forat situat al fons. Es tracta de representacions en miniatura de peces que formaven part del parament de la llar, en aquest cas tres hídries amb dues nanses horitzontals i una de vertical. També són freqüents les miniatures de craters o, més rarament, de representacions zoomorfes, antropomorfes o de motius vegetals. Tant la base com els vasets anaven decorats amb motius pintats de diversos colors. La troballa de nombrosos cernos a Empórion permet suposar l'existència d'una àrea de culte vinculada, probablement, a l'activitat marinera o als cultes a divinitats femenines com Demèter i Cora.